# Продукт (бизнес)
 Тази статия е за продукт (бизнес).  За хранителен продукт вижте храна.  
В маркетинга продукт (от латинското: prōdūce(re) – произвеждам или довеждам до резултат, създавам) е стока или услуга, която може да се предложи на пазара, и която ще задоволи нужди на потребителите. Продуктите са изделия, произведения, резултат на човешки труд. Продуктите се делят на материални (материални ценности) и нематериални. Към последните се отнасят услугите, например, услуги от туристически агенции или счетоводно обслужване на предприятие (фирма). Всички продукти на пазара могат да варират от чисти стоки до чисти услуги. Чистите услуги се считат за значителна част от всички предимства и ползи, които съпътстват придобиването на даден продукт, така че развитието на услугите и свързаната с тях конкуренция става важна част от бизнеса.